# Sliders
A Sliders című tévésorozat 1995-től 1999-ig futott az Egyesült Államokban. Nálunk először az RTL Klubon volt látható az első négy évaddal, majd az ötödik évadot a TV2 sugározta, a későbbi időkben az AXN-en, az AXN Sci-Fi-n, a TV6-on a Cool TV-n és az RTL+-on látható.
A sorozat első három szezonját a FOX Network mutatta be. Az első szezon 1995. március 22. és 1995. május 17. közt futott és az eredeti tervek szerint ezután már nem folytatták volna, a nézők kívánságára azonban 1996. március 1. és 1996. július 12. közt bemutatták a második szezont is, majd 1996. szeptember 20. és 1997. május 16. között a harmadikat is.
A negyedik szezont már a Sci Fi Channel forgatta, 1998. június 8.. és 1999 április 23. közt került a képernyőkre, majd 1999. június 11. és 2000. február 4. közt a Sci Fi Channel bemutatta az ötödik szezont is.
A Sliders rajongói oldalakon megjelentek a nem hivatalos hatodik és hetedik szezon epizódjainak leírásai is, de a sorozat nem folytatódott.
A sorozat producere Robert K. Weiss volt és Tracy Tormé, az énekes Mel Tormé fia. (Mel Tormé megjelent az egyik epizódban, mint saját maga egyik alteregója.)
A sorozat első két szezonját a kanadai Vancouverben forgatták, a többit Los Angelesben, az Egyesült Államokban.

## Történet

### 1. évad
Quinn Mallory (Jerry O’Connell) egyetemista hallgató felfedezi a párhuzamos világok közötti átjárást. Egy alagút megnyitása a dimenziók között Quinn szerint lehetséges. Vele tart legjobb barátja Wade Welles (Sabrina Lloyd) és fizika professzora Maximillian P. Arturo (John Rhys-Davies) professzor. Egyik délután kipróbálják Quinn találmányát. A város "visszatérő" énekese Rembrandt Brown (Cleavant Derricks) is véletlenül belecsúszik az átjáróba, majd meglepetten észleli, hogy nem otthon van. Egy hóvihar miatt Quinn hamarabb nyitja meg az átjárót, mint kellene, ezért törlődnek az otthoni koordináták. Céljuk, hogy minél előbb haza jussanak és eközben furcsábbnál furcsább világokban járnak.
Olyan világokba jutnak el, ahol Remmy világhírű sztár, ahol az USA még mindig brit gyarmat, ahol a sarki jégtakaró megolvadása elárasztotta San Franciscót, ahol mutáns bogarak árasztották el a világot, ahol a nők kezében van a hatalom irányítása, vagy ahol minden ember milliomos egy lottó nevű játéknak köszönhetően, ami a népességszabályozás eszköze. Az egyik párhuzamos világban egy aszteroida várható becsapódása okoz világvége hangulatot, egy másik Földön pedig halálos betegség (Q-láz) fertőzte meg a lakosság jelentős részét, amely kór Quinn alteregójától ered.

### 2. évad
Egyre több olyan világban járnak, amelyek alapjaiban rendítik meg a sliderek hitét. Változatos párhuzamos világokba jutnak el. Olyan Földekre, ahol az idő visszafelé jár, minden hatalom a fiatalok kezében van, ahol a férfiakat egy vírus kis híján teljesen kiirtotta, vagy ahol Amerika spanyol gyarmat. Az egyik világ kísértetiesen hasonlít a sliderek otthonára, jelentős bonyodalmakat okozva ezzel. Megfordulnak technika-ellenes elmaradott világban, varázslók és misztikum által uralt Földön és egy olyan helyen is, ahol a dinoszauruszok sohasem haltak ki.
A legérdekesebb epizód "Az invázió" című rész, amiben egy olyan világba kerülnek, amit egy kromagg invázió igázott le. A kromaggok egy másik világ emberszabású élőlényei, akik szintén felfedezték a csúszást, s most az összes világot el akarják foglalni. A kromaggok a hipnotikus képességek mesterei és szívesen fogyasztanak emberi szemeket. Sikerül tőlük megszökni, de kérdés vajon mikor botlanak beléjük újra. A kromaggok az egyik sliderbe (feltehetően Wade-be) nyomkövetőt ültettek, így követni tudják a főhősök minden egyes csúszását.

### 3. évad
A harmadik évadban kiderül, hogy a professzor halálos beteg, de sokáig titkolja a csapat előtt. Járnak olyan világban, ahol Quinn gyerekkori énjével találkozik, ahol egy vírus miatt a férfiaknak kell szülniük, ahol intelligenciával rendelkező tűz él vagy ahol fogyóban vannak a természeti erőforrások, ezért párhuzamos világok ásványait akarják elrabolni. Egy egyiptomi kultúra által uralt világba is eljutnak, ahol nem sikerül együtt maradni a csúszás végéig, ezért a csapat nem csúszik el, ott maradnak. Quinn azonban talál egy másik időzítőt, amit az egyik egyiptomi készített, s azzal mennek tovább. Egy későbbi világban pedig pulzár halmaz közelít a Földhöz, ami egy távoli bolygó felrobbanásával képződött. Éppen érintené a Földet, kipusztítva az élővilágot, s még azelőtt jönne, hogy elcsúszhatnának barátaink. A sliderek ebben a világban kapcsolatba kerülnek a katonasággal, elmondják, honnan jöttek, s talán ha sikerülne egy új világot találni az itteniek számára, akkor néhány embert sikerülne megmenteniük. A sliderek és a katonaság tudósa egy időzítőt fejleszt ki, amellyel megkereshetik az ideális otthont. Maggie Beckett százados (Kari Wuhrer) és Quinn felfedező útra megy, s sikerül közben Quinnék otthonát megtalálni. Később egy olyan világot is találnak, ami jó lesz a menekülésre. A katonaság ezredese, Rickman eközben titokban gyilkolja az embereket. Az öbölháborúban egy olyan betegséget kapott el, ami miatt időnként a más emberek agyvelejéből kinyert lére van szüksége, vagyis tűvel kiszívja a tarkón keresztül, s beadja magának. Erre a sliderek rájönnek, majd megtámadja őket Rickman, nehogy kiderüljön a titka. Arturót lelövi, s meghal, de a többieknek sikerül megmenekülniük. Az új világban Rickman megszerzi Maggiék időzítőjét, amiben az otthoni koordináták is benne vannak, s elcsúszik, hogy szabadon garázdálkodhasson. A megmaradt csapat (Quinn, Rembrandt, Wade, Maggie) Rickman után megy Arturo halálának bosszúja és az otthoni koordináták miatt. Maggie, Rickman eddigi bűnei miatt a csapattal tart, hogy ő is megbosszulja azokat. Quinn megtudja, hogy a Pilot részben megismert alteregója adta át a csúszás technológiáját a krommagoknak (A köd birodalma c. epizód). Később Rickmant sikerül elkapni és az időzítőt megszerezni, de Rickman időzítőjével először biztosan csak Rembrandt és Wade csúszik haza. Quinn időzítőjével ő és Maggie csúszik tovább, de első látásra valami nem stimmel Quinn világával és űrhajót látnak meg repülni maguk előtt. Rickman a dulakodás közben életét veszítette, miután a mélybe zuhant egy tengerparti sziklafalról.

### 4. évad
A negyedik évad azzal indul, hogy Quinn és Maggie végre hazatér, de a második évadban megismert kromaggok leigázták Quinn Földjét. Remmyt a kromagg börtönből kiszabadítják, de Wade-et egy másik bolygóra hurcolják. Quinn a börtönben megtalálja anyját is, aki egy chipet ad neki, amiben az igazság van. Az igazság az, hogy Quinn nem erről a bolygóról származik, hanem a szülei ide rejtették őt, testvérét pedig egy másik világra. Igen... Quinnek van egy öccse is. Az elrejtésre azért volt szükség, mert Quinnék bolygóján háború dúlt a kromaggok és az emberek között, de sikerült kiűzni a kromaggokat, viszont nem sikerült a testvéreket hazahozniuk. Quinn célja ezért az lesz, hogy öccsét felkeresve négyen megtalálják Quinn bolygóját, s megtudni, mivel sikerült a kromaggokat kiűzni Quinn világából, mert azt felhasználhatják Remmy világában is. Számos világban járnak, amely kromagg megszállás alatt áll. Olyan Földekre is eljutnak, ahol csak a fehér emberek rendelkeznek jogokkal, ahol az embereket klónozzák, ahol az emberek egy erős kábítószer állandó hatása alatt állnak. Miután felkutatják Quinn testvérét, Colint (Charlie O’Connell), aki könnyen, de furcsállva dolgozza fel új helyzetét, viszont a csapattal tart. Immár négyen rábukkannak a testvérek otthonára, de végül rájönnek, hogy mégsem jó Földre érkeztek, így bánatukra tovább csúsznak, hátha egyszer sikerül hazatalálnia Quinnek és Colinnak.

### 5. évad
A sliderek a megszokott csúszást végzik, amikor hiba történik a számításaikban. Rembrandt és Maggie sértetlenül jut át a másik világba, ám Colinnak nyoma vész, és egy férfi azt állítja, hogy ő Quinn Mallory. Kiderül, hogy ő tényleg Quinn (Robert Floyd), de ebből a világból, ahová csúsztak. Ebben a dimenzióban dr. Oberon Geiger tudós az itteni Quinnt - aki nem tud járni - összeillesztette a csúszás közben a "mi" Quinnünkkel. A járni nem tudó Quinnbe beleépülnek a másik Quinnjeinek szubatomikus részecskéi, így, amikor kicsúsznak, az "új" Quinn képes járni. Dr. Diana Davis (Tembi Locke), aki dr. Geigernek dolgozik, segít Remmyéken. Elmondja az összeolvasztást, és hogy Colin a beavatkozás miatt (mivel egyszerre csúsztak Quinnel) térben és időben szétoszlott. Közben kiderül, hogy Geiger egy stabil burokban képes élni, mert ő is szétoszlott tér-időben. Ez a stabil burok lehetővé teszi, hogy egyben maradjon. A gond csak az, ez a néhány négyzetméteres burok kicsi neki, így titokban az összes világot össze akarja olvasztani. Kísérletet tett a két Quinn összeolvasztására. Mivel ez önző viselkedés, és hazudott Diana Davisnek, ellene fordul a csapat. A cél, hogy szétszedjék a két Quinnt és visszahozzák Colint. Az évadban felbukkan Wade alakja. Kiderül, hogy a kromaggok megcsonkították és félig géppé változtatták, Wade nem sokkal később elhunyt. A sorozat cselekménye lezáratlan maradt, az utolsó részben Rembrandt beleugrott egy instabil átjáróba, ám további sorsa soha nem derült ki. Elvileg a krommagok kiűzésére indult a saját Földjére egy vegyi fegyver birtokában.

## Szereplők

### Főszereplők
| Szereplő                         | Évad  | Színész           | Magyar hang        | Jellemzés |
| -------------------------------- | ----- | ----------------- | ------------------ | --- |
| Quinn Mallory                    | 1 - 4 | Jerry O’Connell   | Selmeczi Roland    | Édesapját tízéves korában vesztette el egy autóbalesetben. Ezután anyja nevelte. Quinn már egész kis kora óta érdeklődött a fizika iránt. Jó tanulóként átugorhatott egy osztályt, így kisebb és gyengébb volt osztálytársainál akik gyakran molesztálták. Az ifjú Malloryt kezdetben leginkább a dinoszauruszok izgatták, majd egyre inkább átpártolt a kvantumfizikához. Sokszor okosabbnak bizonyult professzoránál, Maximillian Arturo-nál, aki ezt nem volt hajlandó beismerni. Quinn a bizonyításvágyától hajtva a pincéjükben összerakott laborban feltalálta a dimenzióutazást (ahogy ő hívta „csúszást”). Sokáig nem tudta átjuttatni a tárgyakat a kapun (mert azok nem jöttek ki a dimenziók közti térből), ám aztán egy kisebb változtatással ezt is megoldotta. Mivel Arturo professzor nem hitte el, hogy ellátogatott egy másik világba, Quinn meghívta egy „kis utazásra”, barátnőjével Wade Wellesszel együtt, akihez plátói szerelem fűzte és akivel együtt dolgozott egy számítógépes szaküzletben. Ám a folyamat kicsúszott Quinn kezéből és a kapu beszívta őt, Arturot, Wadet és a házuk előtt éppen elhaladó híres énekest, Rembrant Brownt. Az „időzítő”, az utazást irányító szerkezet kitörölte a kíváncsi tudós világának „koordinátáit”, így nem térhettek vissza. Ezzel vette kezdetét az utazás a négy „slider” számára. |
| Wade Kathleen Welles             | 1 - 3 | Sabrina Lloyd     | Kisfalvi Krisztina | |
| Rembrandt Lee "Síró Ember" Brown | 1 - 5 | Cleavant Derriks  | Kálid Artúr        | 1994-ben San Franciscóban lakott. Akkoriban zenészként dolgozott, a Síró ember művésznéven, mivel énekei közben gyakran potyogtak a könnyei. Ismerősei és barátai Remmy-nek nevezték, ami a Rembrandt egy szokásos rövidítése. Rembrandt együttese feloszlott, így több sikertelen album után 1994. szeptember 27-én tért volna vissza a közönség elé, a San Francisco Giants egyik meccsén elénekelve az amerikai himnuszt. Úton a stadionba, Rembrandt kocsijával belehajtott a Quinn Mallory által létrehozott dimenzió-alagútba, és átkerült Cadillacjével egy párhuzamos világba. Remmy volt az egyetlen a csúszó csoport tagjai közül, aki nem önként vállalta az utazást, hanem az balesetként történt meg vele. Emiatt a sorozat első részeiben Rembrandt haragudott Quinnre, és számos alkalommal a zseni orra alá dörgölte az esetet. Ezután a kis csapat részeként évekig ugrált egyik világról a másikra, s közben keresve az eredeti otthonukat. Pár évvel később Rembrandt és Wade sikeresen eljutott a kiindulási Földre, amit közben a Kromagg csapatok megszálltak, és elfogták a párost. Wade egy másik világ tenyésztáborába került. Rembrandt és a már teljesen kicserélődött csapat a sorozat utolsó részében egy olyan világba került, ahol találkoztak egy férfival, aki végigkövette a csúszásaikat, és megjósolta, hogy ez volt az utolsó, amit ép bőrrel megúsztak, s ha a következő csúszást végrehajtják, akkor rögtön meghalnak a megérkezés után. A világon lévő szerkezet miatt ráadásul csak arra volt energia, hogy egy ember csússzon el. Így Remmy átcsúszott az eredeti Földre, ahol a vérében lévő Kromagg-méreg miatt kiirthatta a teljes megszálló civilizációt. A csúszás után azonban nem lehet tudni, hogy Remmy terve sikerült -e, mert az addig mindent látó jós szívinfarktust kapott, és meghalt, így Rembrandt missziójának sikeressége kétséges. Számos dalát ismerhették meg a nézők a sorozat során, néhányuk címe: - Cry Like a Man - Tears in my 'Fro - Love Explosion - Head-Butt Me - Weeping Wall of Tears - Explosion of Love - Who Stole my Woman? - I'd Pawn my Gold Crown for You (az egyik alternatív világ slágere) Régebben a The Spinning Topps együttessel zenélt. Utolsó közös fellépésük 1986 decemberében volt. |
| Maximillian P. Arturo professzor | 1 - 3 | John Rhys-Davies  | Kocsis György      | A kozmológia és ontológia nemzetközi hírű elismert fizikusa, a Kaliforniai Egyetem professzora. Rendkívül művelt, széles látókörű ember. Felesége fiatalon elhunyt agydaganat következtében. Mindig a realitások talaján áll, szinte mindenre talál tudományos magyarázatot. Tudása több alkalommal is hozzájárult emberek millióinak megmentéséhez (pl. atombombát épített, amivel megmenekült a világ az aszteroidától; penicillint állított elő, amivel egy világjárványt sikerült megfékezni). A 3.évad elején halálos betegséget diagnosztizáltak nála. Halálát golyó általi sérülés okozta. |
| Margeret Alison "Maggie" Becket  | 3 - 5 | Kari Wührer       | Orosz Helga        | |
| Colin Mallory                    | 4     | Charlie O’Connell | Bozsó Péter        | |
| Mallory "Quinn Mallory"          | 5     | Robert Floyd      | Crespo Rodrigo     | |
| Dr. Diana Davis                  | 5     | Tembi Locke       | Balázs Ági         | |

## Szinkronstúdiók

### 1. évad - 4. évad
Az első négy évadot a Szinkron Systems szinkronizálta az RTL Klub megbízásából. A csatorna utolérte az eredeti forgatást 1999-ben és később nem vetítették tovább.

### 5. évad
Az ötödik évadot a Masterfilm Digital szinkronizálta a TV2 megbízásából. Miután levetítette az első négy évadot 2003-tól, a csatorna leadta az ötödiket is, amelyet már nem a Szinkron Systems szinkronizált.

## Érdekességek
Az 1. és 2. évadot a kanadai Vancouverben, a többit Los Angelesben forgatták.
A Pilot részben az eredeti angolban a professzor Lenin szobrát megpillantva tévesen Nikolai-nak nevezi a szovjet vezetőt.
Charlie O'Conell mielőtt főszereplővé vált, már szerepelt két részben (A visszafordított idő, Mallory lovag)
Rickman ezredest a Who együttes tagja, Roger Daltrey alakította.
Több kortárs sci-fi film hatása is megjelenik a sorozatban. A betolakodó című rész a Csillagkapuból, Az elveszett paradicsom rész pedig a Tremorsból merített. A Dr. Moreau nyomdokain című rész szintén külső forrásból táplálkozott, a Harc a vízért című epizód pedig Mad Max szerű vonásokat tartalmaz.
Az alagút külseje és belseje teljesen megváltozott a 4. évad 1. részében a 3. évad utolsó részéhez képest, és erre semmiféle magyarázattal sem szolgál a sorozat.
A 4. évad utolsó jelenetében az alagút a vonattal együtt halad, amire nincs logikus magyarázat.
Az 5. évad 1. részének nyitó jelenetében már nem Jerry és Charlie O’Connell szerepeltek, hanem dublőrökkel helyettesítették őket, ezért mutatják a szereplőket csak távolról.
A sorozat során többször is hazajutnak a sliderek, az Irány a misztikum, a Menekülés és a Genezis című részekben is járnak otthon.

## Tudományos alapok
Főként a sorozat 1. és 2. évadában Quinn és a professzor többször szolgálnak tudományos magyarázatokkal a párhuzamos világok működésével kapcsolatban.
Féregjárat - Elméletben lehetséges féreglyukakat létrehozni, ám ennek módja jelenleg ismeretlen. A féregjáratok elméleti alapjait Einstein, Rosen, Podolsky fizikusok dolgozták ki. Az átjáróra többször hivatkoznak Einstein-Rosen-Podolsky híd néven.
Párhuzamos univerzumok - létezésük nem bizonyított, csupán elméleti feltevés, amelynek alapjait Steinhardt és Turok fizikusok dolgozták ki. A sorozatban többször is hangsúlyozták, hogy a párhuzamos világokba utazás nem időutazás.
Stephen Hawking - semmiféle akadálya nincs annak, hogy az idő az ellenkező irányba haladjon. (A visszafordított idő c. epizód)
Dreier - "gyilkos majom" elmélet. Egy korai majomszerű emberelőd, amely kiirthatta az ősembereket. Belőlük fejlődhettek ki a majom-ember vonásokat egyaránt magukon viselő krommagok. (Invázió c. epizód)
Herbert van der Meer - relatív időtágulás elmélet, párhuzamos Föld elmélet. Egy másik Föld is kering a Nap körül ugyanazon a pályán, csak gyorsabban forog a saját tengelye körül, így időtorzulást eredményez, időutazás látszatát keltve ezzel. (Az őrangyal c. epizód)

## Társadalmi kérdések
A sorozat részei számos kényes társadalmi kérdést is megjelenítettek a különféle párhuzamos világokon keresztül:
igazságnyakörv (In dino veritas)

irányított népességszabályozás (A sors keze)

atomfegyverek korlátozása (Az utolsó napok)

női egyenjogúság (Nőuralom)

korrupció, szervezetbűnözés (A maffia hálójában)

erőforrások kimerülése (Megváltozott koordináták)

demográfiai problémák (A szerelem istenei)

az igazságszolgáltatási rendszer problémái (A guillotine árnyékában)

az idősek diszkriminációja (Fiatalok és könyörtelenek)

vallási fanatizmus (A pokol kapuja)

szellemi tulajdon ellopása (Csúszás okozta tünetek)

rasszizmus (A negyedik birodalom)

emberi szabadságjogok állami korlátozása (Megismételt világ)

bevándorlás (A visszafordított idő)

családon belüli erőszak (A visszafordított idő)

ezotéria és okkultizmus létjogosultsága (Irány a misztikum)

sportfogadási csalások (Tojásfejek)

globális felmelegedés (A sirámok hercege)

emberkísérletek (A piramis titka)

kómában lévő beteg jogai (Menekülés)

a gyógyszeripar veszélyei (A hiúság áldozatai)

személyes adatok tárolása (Vonalkód mindenek felett)

a média befolyásoló hatása (Lipschitz show)

túlköltekezés (Kellemes kapzsi ünnepeket)

genetikai kísérletek (Dr. Moreau nyomában)

klónozás (Klónok)
sorozatgyilkosság (A Hasfelmetsző)

modern kori diktatúrák (A sirámok hercege, Pilot)

mesterséges intelligencia (Csúcstechnológia)

tudatmódosító szerek (A Hasfelmetsző, Virtuális valóság, Amikor igent kell mondani)